# Bartimeo (nome)
Bartimeo  è un nome proprio di persona italiano maschile.

## Varianti in altre lingue
- Croato: Bartimej
- Esperanto: Bartimeo
- Francese: Bartimée
- Greco biblico: Βαρτιμαιος (Bartimaios)[1][2][3]
- Greco moderno: Βαρτιμαίος (Vartimaios)
- Inglese: Bartimaeus, Bartimeus, Bartemius[1]
  - Ipocoristici: Bart
- Latino: Bartimaeus[3], Bartimeus
- Olandese: Bartimeüs
- Polacco: Bartymeusz
- Portoghese: Bartimeu
- Rumeno: Bartimeu
- Russo: Вартимей (Vartimej)
- Spagnolo: Bartimeo
- Tedesco: Bartimäus

## Origine e diffusione

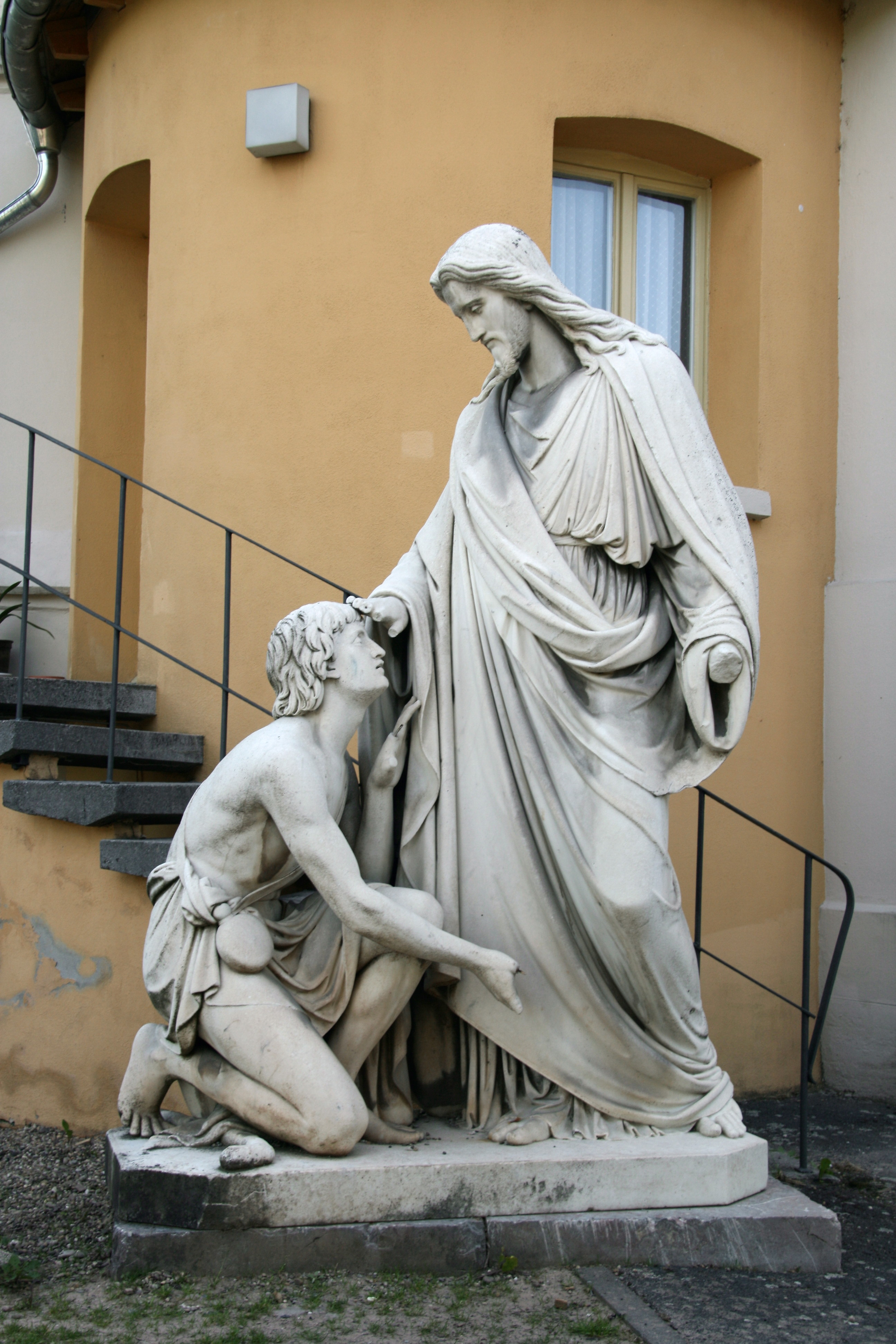
Gesù e Bartimeo in una statua di Johann Heinrich Stöver, presso la chiesa di San Giovanni ad Erbach (Eltville am Rhein, Germania)

Nome di tradizione biblica, è citato nel Vangelo di Marco (10:46-52), dove Bartimeo è un uomo cieco che viene guarito miracolosamente da Gesù.
Etimologicamente, è composto da bar ("figlio", da cui anche Bartolomeo, Barnaba e Barsanofio) combinato con il nome proprio Timeo, quindi "figlio di Timeo", oppure con il termine greco τιμαιος (timaios, "onorevole", da cui deriva Timeo), o anche con timai ("ammirazione").

## Onomastico
Nessun santo porta questo nome, che quindi è adespota: l'onomastico può essere festeggiato il 1º novembre, ad Ognissanti.

## Il nome nelle arti
- Bartimeus è un personaggio dei romanzi della  tetralogia di Bartimeus, scritti da Jonathan Stroud.
- Bartemius "Barty" Crouch Senior e Bartemius "Barty" Crouch Junior sono personaggi della serie di romanzi e film Harry Potter, creata da J. K. Rowling.